# Ембер Темблін
Е́мбер Ро́уз Те́мблін (англ. Amber Rose Tamblyn; нар. 14 травня 1983, Санта-Моніка, США) — американська акторка, поетеса, письменниця та феміністка. Вперше стала відома в 11 років, зігравши роль Емілі Квотермейн у мильній опері «Головний госпіталь». Згодом з'явилася у серіалі «Джоан з Аркадії» з роллю Джоан Джирарді, за яку отримала номінацію на прайм-тайм премію «Еммі» та «Золотий глобус». Втілила Тіббу Роллінс у перших двох фільмах «Джинси, як символ дружби» та Меґан МакБрайд у фільмі «127 годин». Зіграла головну роль у фільмі «Стефані Делі», перший показ якого відбувся на кінофестивалі «Сандерс». За цю роботу нагороджена як «Найкраща акторка» Міжнародного кінофестивалю у Локарно та номінована на кінопремію «Незалежний дух». 2016 року стала режисеркою фільму «Пофарбуй чорним», заснованому на однойменному романі Джанет Фітч. 2021 року разом із Даян Лейн знялася у серіалі «Y: останній чоловік».
Темблін також знана як письменниця та культурний критик. Загалом видала сім різножанрових книг. Крім того, вона дописує до газети «Нью-йорк таймс» та інших видань на теми гендерної нерівності та жіночої люті.

## Життєпис
Народилася 14 травня 1983 року в місті Санта-Моніка, Каліфорнія, США. Її батько, Расс Тембін, танцівник, співак та актор, який знявся у фільмах «Вестсайдська історія» (1961), «Сім наречених для семи братів» та серіалі «Твін Пікс». Її мати, Бонні Мюррей, вчителька, співачка та мисткиня. Її дідусь з боку батька, Едді Тамблін, грав у водевілях.
Хрещениця Діна Стоквелла, Денніса Хоппера і музиканта Ніла Янга. Її дядько Ларрі Темблін був клавішником в 60-х в рок-гурті Standells. Ембер навчалася в Альтернативній школі Санта Моніки, як за словами самої акторки була «дуже нетрадиційною, не використовувала буквенні оцінки». У 10 років зіграла Пеппі Довгупанчоху у шкільній п'єсі; агент її батька, Шерон Деборд, якого як друга сім'ї запросили на виставу, згодом переконав її батька дозволити Темблін піти на прослуховування.
Темблін одружена з коміком та актором Девідом Кроссом.

## Кар'єра
Після успішного виступу у виставі «Пеппі Довга Панчоха» Ембер помітили агенти. Дебютувала на телебаченні роллю Емілі Бовен (згодом знаної як Емілі Квортермейн) у мильній опері «Головний госпіталь», де працювала впродовж шести років (1995—2001). 2002 року знялася у пілотному епізоді другої «Сутінкової зони» під назвою «Вічнозелений». Тамблін також відома завдяки ролі підлітки Джоан Ґірарді, до якої часто навідується Бог, у драматичному серіалі «Джоан з Аркадії».
Ембер виконала гостьові ролі у таких проєктах як: «Баффі — переможниця вампірів» (Дженіс Пеншо, найкраща подруга Дон Саммерс), «Бостонська школа», «C.S.I.: Місце злочину Маямі» та «Підстава». 2007 року знялася у пілоті серіалу «Вавилонські поля», апокаліптичній комедійній драмі про немертвих, які намагаються повернутися до своїх колишніх життів.
Весною 2009 року Темблін знялася у серіалі «Незвичний детектив» в ролі Кейсі Шрегер, детективки департаменту поліції Нью-Йорка у відділі вбивств. Шоу згорнули після першого сезону. Цього ж року виконала епізодичну роль у ситкомі «Погані рішення Тодда Маргарета».
З листопада 2010 року по квітень 2011 року виконувала роль медичної студентки Марти М. Мастерс у серіалі «Доктор Хаус». 2012 року з'явилася у завершальниому епізоді серіалу.
У серпні 2013 року разом з Ештоном Кутчером та Джоном Краєром долучилася до акторського складу серіалу «Два з половиною чоловіки», де втілила Дженні, давно втрачену доньку-лесбійку Чарлі Гарпера. Вперше з'явилася у першому епізоді одинадцятого сезону, який вийшов 26 вересня 2013 року.
Знялася у багатьох епізодах телесеріалу «Усередині Емі Шумер», зокрема, у скетчі «Молоко молоко лимонад», який вийшов в ефір 2015 року. Виконувала гостьові ролі у серіалах «Портландія», «Комедія. Бах! Бах!», «Серце, яке вона оплакує» та «Металокаліпсис».
2021 року Темблін разом із Даян Лейн знялася у серіалі «Y: Останній чоловік», знятому на основі однойменного коміксу.
Темблін почала кар'єру в кіно невеличкими ролями у фільмах її батька: «Бунтівний» та «Джоні Місто, хлопчик-чарівник». 1995 року з'явилася у фільмі «Парубочий вечір навпаки». Її перша велика кінороль — Тібі Роллінс у фільмі «Джинси, як символ дружби», у якому також знялися Алексіс Бледел, Америка Феррера та Блейк Лайвлі. Вона повторно зіграла роль у сиквелі 2008 року — «Джинси, як символ дружби 2».
2002 року з'явилася у першій сцені фільму жахів «Дзвінок». Знялася у фільмі «Прокляття 2», події якого відбуваються в Японії. У серпні 2010 року за роль Стефані Дейлі виграла Бронзового Лепарда у Міжнародному кінофестивалі у Локарно. У фільмі «Стефані Дейлі», який також здобув премію кінофестивалю «Санденс» 2006 року, Темблін грає 16-річну дівчину, яка вбиває своє щойно народжене немовля у ванній гірськолижного курорту. Ця роль також принесла їй номінацію на премію «Незалежний дух» у категорії «Найкраща акторка». У фільмі також знялися Тільда Свінтон та Тімоті Гаттон.
У січні 2008 року Темблін з'явилася у фільмі «Дочка Расселів» про хвору жінку з душевними переживаннями. Цього ж року знялася у фільмі «Фатальний вибір». 2009 року з'явилася у фільмі «Фатальний відрив», в якому також знялися Емі Полер, Рейчел Дретч та Паркер Поузі. Разом з Орландо Блумом, Коліном Фертом та Патрісією Кларксон знялася у кінодрамі «Головна вулиця» (2010), події якої відбуваються у Північній Кароліні. Цього ж року отримала роль у фільмі «127 годин», де разом з нею грав Джеймс Франко.
2012 року з'явилася у фільмі «Три ночі в пустелі», а 2015 року у фільмі «День дівчини». 2015 року разом зі своїм батьком виконала камео у фільмі «Джанго вільний».
2016 року дебютувала як режисерка з фільмом «Пофарбуй чорним» з Алією Шокат в головній ролі. Фільм засновано на однойменній книзі Джанет Фітч.
Займається вокалом, малює і пише поезію.

## Фільмографія
| Рік       | Назва                             | Оригінальна назва                                | Роль                        |
| --------- | --------------------------------- | ------------------------------------------------ | --------------------------- |
| 1995      | Буремний                          | Rebellious                                       | Деб                         |
| 1995      | Хлопчачник навпаки                | Live Nude Girls                                  | Янг Джил                    |
| 1995–2001 | Головна лікарня                   | General Hospital                                 | Емілі Боуен Куортермейн # 1 |
| 2001      | Баффі — переможниця вампірів      | Buffy the Vampire Slayer                         | Дженіс Пеншо                |
| 2002      | Зона сутінків (2-й "Відродження") | The Twilight Zone (2nd revival)                  | Дженна Уінслоу              |
| 2002      | На десять хвилин раніше: Труба    | Ten Minutes Older: The Trumpet                   | Кейт                        |
| 2002      | Дзвінок                           | The Ring                                         | Кеті Ембрі                  |
| 2003—2005 | Джоан з Аркадії                   | Joan of Arcadia                                  | Джоан Джирарді              |
| 2003      | Без сліду                         | Without a Trace                                  | Клер Меткалф                |
| 2005      | Джинси, як символ дружби          | The Sisterhood of the Traveling Pants            | Тіббі                       |
| 2006      | Стефані Дейлі                     | Stephanie Daley                                  | Стефані Делі                |
| 2006      | Прокляття 2                       | The Grudge 2                                     | Обрі                        |
| 2007      | Спіраль                           | Spiral                                           | Ембер                       |
| 2007      | Підлітки як підлітки              | Normal Adolescent Behavior                       | Венді                       |
| 2007      | Поля Вавилону                     | Babylon Fields                                   | Джанін Ванч                 |
| 2008      | Фатальний вибір                   | Blackout                                         | Клавдія                     |
| 2008      | Джинси, як символ дружби 2        | The Sisterhood of the Traveling Pants 2          | Тіббі Томко-Роллінс         |
| 2008      | Весняний відрив                   | Spring Breakdown                                 | Ліндсі                      |
| 2009      | Незвичайні                        | The Unusuals                                     | Кейсі Шрагер                |
| 2009      | Найбідніші рішення Тодд Маргарет  | The Increasingly Poor Decisions of Todd Margaret | Дівчина                     |
| 2010      | 127 годин                         | 127 hours                                        | Меган                       |
| 2010—2011 | Доктор Хаус                       | House M.D.                                       | Марта М. Мастерс            |

## Номінації
2004 — Номінація «Золотий глобус» (за роль Джоан Жірарді).

2004 — Номінація «Еммі» (за роль Джоан Жірарді).

2004 — Номінація на премію Сатурн (за найкращу жіночу роль у телесеріалі).

2005 — Номінація на премію Сатурн (за найкращу жіночу роль у телесеріалі).

## Нагороди
2004 — Teen Choice Awards.

2004 — Golden Satellite.

2004 — The Young Artist Award.

2006 — Golden Leopard.